# Aditi Dorsa
Gli Aditi Dorsa sono una struttura geologica della superficie di Venere.